# 爾米亞湖

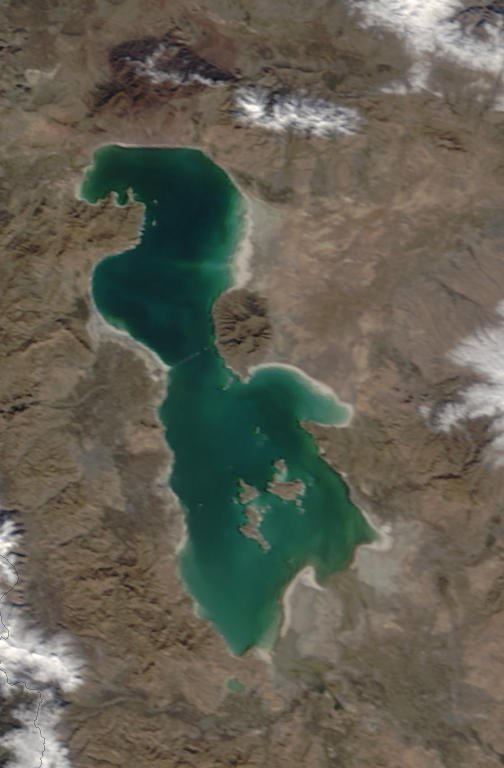
爾米亞湖衛星照片, 2003年11月

爾米亞湖（波斯語：‎，羅馬化：Daryâče-ye Orumiye；亞塞拜然語：‎，羅馬化：Urmu gölü；：‎，羅馬化：Gola Ûrmiyeyê，羅馬化：Urmia lich）位於伊朗西北角的東、西阿塞拜疆兩省之間，終年不乾，為境內最大鹹水湖，形狀像一隻海馬（與裡海相似），最長兩端長140公里，最寬55公里，水域面積最大时5,200平方公里，最深約16公尺，近年來因為蒸發與淤積，湖面逐漸縮小，目前仅剩4,500平方公里。
湖名因湖邊的爾米亞市而來，爾米亞源自古敘利亞語，是“水的城市”之意。在1930年代初，巴列維王朝時期，因禮薩汗之名，曾經名為“禮薩耶湖”（波斯語：دریاچه رضائی），在1970年代中，改為現在的名字。
湖中有百餘個岩石小島，是各類野生候鳥（包括紅鶴、鵜鶘、琵鷺、朱鷺、鸛、翹鼻麻鴨、反嘴鷸、長腳鷸、海鷗）的過境棲息地；因湖水含鹽分約為海水六倍，濃度太高，不適合魚類生存，只有一種浮游生物，豐年蝦（或稱卤虫属）能夠生存，具經濟價值。
爾米亞湖已列入聯合國教科文組織（UNESCO）之生物圈保留區，同時大部分區域伊朗政府已列為國家公園。
由於是東、西亞塞拜然兩省首府，爾米亞市與大不里士之間的主要障礙，伊朗政府於1979年即著手興建爾米亞湖大橋，後因伊朗革命而暫停，2000年又恢復興建，原預計於2005年完成，但因工程上遭遇很多困難，至2006年第一季，仍在施工中，最終在2008年11月建成。